# Architesma jaundeana
Architesma jaundeana is een vlinder uit de familie van de spinneruilen (Erebidae). De wetenschappelijke naam van deze soort werd voor het eerst voorgesteld als Phryganopsis jaundeana door Embrik Strand in een publicatie uit 1912.
Deze soort komt voor in Kameroen.